# Glavno mesto grofije
Glavno mesto grofije je administrativni sedež grofije, predvsem v Združenem kraljestvu.
Yorkshire v Angliji ima tri glavna mesta grofij, za vsako svoje okrožje (riding): Northallerton za Severni Riding, Beverley za Vzhodni Riding in Wakefield za Zahodni Riding. V nasprotju z razširjenim mnenjem v celotnem Yorkshireu ni državnih administrativnih uradov in tudi ne v Yorku.
V ZDA v enak namen uporabljajo pojem sedež okrožja.
Leta 1974 so na nekaterih področjih spremenili administrativne meje Združenega kraljestva. Še posebej na Škotskem in v Walesu so stare tradicionalne grofije zamenjali z administrativnimi okrožji. Leta 1996 so še enkrat spreminjali upravne delitve s tvorbo unitarnih okrožij  in spet opredelili nekatere grofije in njihova glavna mesta pred 1974.

## Seznam glavnih mest grofij

### Tradicionalne grofije Anglije
- Bedfordshire - Bedford
- Berkshire - Abingdon, nekdaj Reading (sedaj nima grofijskega sveta)
- Buckinghamshire - Aylesbury
- Cambridgeshire - Cambridge
- Cheshire - Chester
- Cornwall - Bodmin, sedaj Truro
- Cumberland - Carlisle (sedaj del Cumbrie)
- Derbyshire - Derby, sedaj Matlock
- Devon - Exeter
- Dorset - Dorchester
- County Durham - Durham
- Essex - Chelmsford
- Gloucestershire - Gloucester
- Hampshire - Southampton, sedaj Winchester
- Herefordshire - Hereford (sedaj unitarno okrožje)
- Hertfordshire - Hertford
- Huntingdonshire - Huntingdon (brez grofijskega sveta)
- Kent - Maidstone
- Lancashire - Lancaster, sedaj Preston
- Leicestershire - Leicester, sedaj Glenfield
- Lincolnshire - Lincoln
- Middlesex - Brentford, Clerkenwell ali Westminster za različne funkcije (sedaj del Greater Londona)
- Norfolk - Norwich
- Northamptonshire - Northampton
- Northumberland - Alnwick, nekdaj Newcastle ob Tyneu, sedaj Morpeth
- Nottinghamshire - Nottingham (sedaj zunaj delitve)
- Oxfordshire - Oxford
- Rutland - Oakham (sedaj unitarno okrožje)
- Shropshire - Shrewsbury
- Somerset - Somerton, sedaj Taunton
- Staffordshire - Stafford
- Suffolk - Ipswich
- Surrey - Guildford, grofijski sveti so trenutno zunaj delitve v Kingstonu ob Temzi
- Sussex - Chichester, (tudi Lewes)
  - sedaj Vzhodni Sussex - Lewes
  - in Zahodni Sussex - Chichester
- Warwickshire - Warwick
- Westmorland - Appleby (sedaj del Cumbrie)
- Wiltshire - Trowbridge (do nedavnega Salisbury?)
- Worcestershire - Worcester
- Yorkshire
  - Severni Riding (tudi North Yorkshire) - Northallerton
  - Vzhodni Riding - Beverley
  - Zahodni Riding - Wakefield

### Nevelemestne grofije Anglije tvorjene leta 1974
- Avon - Bristol (sedaj unitarno okrožje)
- Cumbria - Carlisle
- otok Wight - Newport
- Cleveland - Middlesbrough (sedaj unitarno okrožje)
- Humberside - Beverley (sedaj unitarno okrožje)

### Tradicionalne grofije Škotske
- Aberdeenshire - Aberdeen
- Angus - Forfar
- Argyllshire - Lochgilphead
- Ayrshire - Ayr
- Banffshire - Banff
- Berwickshire - Duns (nekdaj Berwick ob Tweedu)
- Buteshire - Rothesay
- Caithness - Wick
- Clackmannanshire - Alloa (nekdaj Clackmannan)
- Cromartyshire - Cromarty
- Dumfriesshire - Dumfries
- Dunbartonshire - Dumbarton
- Vzhodni Lothian - Haddington
- Fife - Cupar
- Inverness-shire - Inverness
- Kincardineshire - Stonehaven (nekdaj Kincardine)
- Kinross-shire - Kinross
- Kirkcudbrightshire - Kirkcudbright
- Lanarkshire - Lanark
- Srednji Lothian - Edinburgh
- Morayshire - Elgin
- Nairnshire - Nairn
- Orkney - Kirkwall
- Peeblesshire - Peebles
- Perthshire - Perth
- Renfrewshire - Renfrew
- Ross-shire - Dingwall (tudi glavno mesto grofije Ross in Cromarty)
- Roxburghshire - Jedburgh (nekdaj Roxburgh)
- Selkirkshire - Selkirk
- Shetland - Lerwick
- Stirlingshire - Stirling
- Sutherland - Dornoch
- Zadodnji Lothian - Linlithgow
- Wigtownshire - Wigtown

### Tradicionalne grofije Walesa
- Anglesey - Llangefni (nekdaj Beaumaris)
- Brecknockshire - Brecon
- Caernarvonshire - Caernarfon
- Cardiganshire - Cardigan
- Carmarthenshire - Carmarthen
- Denbighshire - Denbigh (briefly Ruthin)
- Flintshire - Flint
- Glamorgan - Cardiff
- Merionethshire - Dolgellau
- Monmouthshire - Monmouth
- Montgomeryshire - Montgomery
- Pembrokeshire - Haverfordwest (nekdaj Pembroke)
- Radnorshire - Presteigne (nekdaj New Radnor)

### Varovane grofije Walesa
- Clwyd - Mold
- Dyfed - Carmarthen
- Gwent - Cwmbran
- Gwynedd - Caernarfon
- Srednji Glamorgan - Cardiff (zunaj delitve)
- Powys - Llandrindod Wells
- Južni Glamorgan - Cardiff
- Zahodni Glamorgan - Swansea